# CGC Viareggio 2006-2007
Questa voce raccoglie le informazioni riguardanti del CGC Viareggio nelle competizioni ufficiali della stagione 2006-2007.

## Stagione
Ventisettesima stagione di massima serie, A1. Il CGC Viareggio arriva terzo in classifica ed eguaglia la posizione di vent'anni prima: 1986-87. Nei quarti finale incontra il coriaceo Prato: per superare la squadra laniera non bastano i tempi supplementari e il Viareggio vince solo ai rigori. Nella gara di ritorno sofferta vittoria dei bianconeri, che accedono così alla semifinale: la terza della sua storia. Avversario questa volta è il Bassano (secondo classificato), che vince la prima gara di misura a Viareggio. Solo l'allenatore Cupisti crede ancora che la rimonta sia possibile. Ai bianconeri servono due vittorie consecutive in Veneto e non è impresa da poco.
Partita magistrale del Viareggio, che vince, con merito, gara-2. Il 26 aprile 2007, a Bassano, il CGC replica e vince anche gara-3: partita giocata sul filo dei nervi. I bianconeri ottengono la loro prima finale scudetto della loro storia.
Ad attendere in finale, il CGC troverà, per il terzo anno consecutivo, il Follonica, fresco campione d'Europa. E ancora una volta la squadra del golfo batterà, in entrambe le gare, i bianconeri.
Per la prima volta nella sua storia partecipa alla Champions League (ex Coppa Campioni) e viene eliminato al primo turno dalla squadra portoghese Juventude Viana per differenza reti.

## Maglie e sponsor
| 1ª divisa | 2ª divisa |

## Organigramma societario
- Presidente: Alessandro Palagi
- Vicepresidente: Massimo Barozzi
- Consiglieri: Renzo Pardini
- Direttore sportivo:
- Segretaria:
- Addetto stampa:

## Organico

### Giocatori
Dati tratti dal sito internet ufficiale della Federazione Italiana Sport Rotellistici.
| N° | Naz.                 | Ruolo    | Sportivo           |  |  |  |
| -- | -------------------- | -------- | ------------------ |  |  |  |
|    | Italia (bandiera)    | Portiere | Andrea Ortogni     |  |  |  |
|    | Argentina (bandiera) | Esterno  | Juan Travasino     |  |  |  |
|    | Argentina (bandiera) | Esterno  | Sebastian Molina   |  |  |  |
|    | Italia (bandiera)    | Portiere | Leonardo Barozzi   |  |  |  |
|    | Argentina (bandiera) | Esterno  | Martin Montivero   |  |  |  |
|    | Italia (bandiera)    | Esterno  | Andrea Deinite     |  |  |  |
|    | Italia (bandiera)    | Esterno  | Nicola Palagi      |  |  |  |
|    | Italia (bandiera)    | Esterno  | Francesco Dolce    |  |  |  |
|    | Italia (bandiera)    | Esterno  | Leonardo Squeo     |  |  |  |
|    | Italia (bandiera)    | Esterno  | Simone Strenghetto |  |  |  |

### Staff tecnico
- 1º Allenatore:  Alessandro Cupisti
- 2º Allenatore: n.a.
- Meccanico: